# Mensa ponderaria

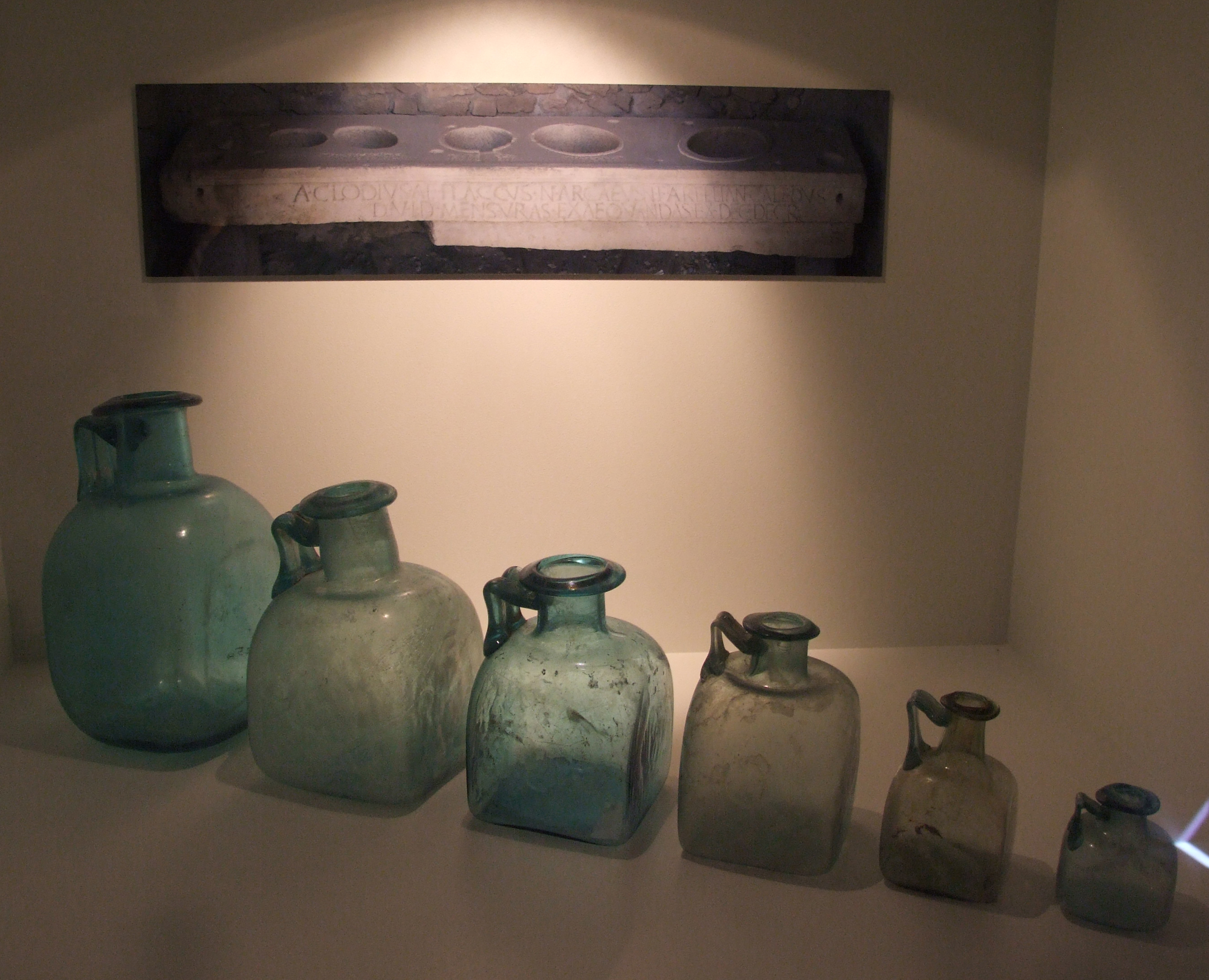
Des mesures de volumes en verre provenant de la Mensa ponderaria de Pompéi.

La mensa ponderaria correspond au lieu dans l'antiquité romaine où se trouvaient les poids et mesures de référence. Ce lieu public, généralement situé près des marchés, abritait les mesures étalons de la cité appliquées à l'évaluation du poids des céréales, sel, et liquides.
Les mense ponderarie par exemple d'Assos, de Pompéi et de Tivoli sont de nos jours encore visibles. Une mensa ponderaria a été découverte en 2008 à Murviel-lès-Montpellier à côté de Montpellier.